# Kosmos 38
Kosmos 38 – radziecki wojskowy satelita telekomunikacyjny wysłany wraz z bliźniaczymi Kosmos 39 i 40. Były to pierwsze trzy statki typu Strzała.